# Сеймик Любушского воеводства
Сеймик Любушского воеводства (пол. Sejmik Województwa Lubuskiego) — представительный орган местного самоуправления Любушского воеводства. Состоит из 30 членов, избираемых на 5-летний срок на региональных выборах.
Сеймик формирует из своего состава исполнительный совет, а также избирает председателя Сеймика и его заместителей. Председатель Сеймика VI созыва — Вацлав Мачушонек. Исполнительный совет Сеймика состоит из Гражданской коалиции, Польской народной партии и Беспартийных активистов местного самоуправления.
Собрания Сеймика проходят в Управлении маршала Любушского воеводства в Зелёна-Гуре.

## Комиссии и комитеты Сеймика
- Бюджетно-финансовый комитет
- Комиссия по международному сотрудничеству и продвижению воеводства
- Комитет по вопросам экономики и развития воеводства
- Комитет по культуре, образованию и физической культуре
- Ревизионная комиссия
- Комитет по сельскому хозяйству и охране окружающей среды
- Уставный комитет
- Комитет по вопросам здравоохранения, семью и социальным вопросам

## Избирательные округа
Члены Сеймика избираются от пяти одномандатных округов на пятилетний срок (до 2018 — на 4-летний). Округа не имеют официального названия, вместо этого у каждого есть собственный номер и территориальное описание.
| Номер округа | Кол-во мандатов | Города на правах повята, входящие в округ | Повяты, входящие в округ                              |
| ------------ | --------------- | ----------------------------------------- | ----------------------------------------------------- |
| 1            | 7               | Гожув-Велькопольски                       | Гожувский, Стшелецко-Дрезденецкий                     |
| 2            | 6               |                                           | Мендзыжечский, Слубицкий, Суленцинский, Свебодзинский |
| 3            | 5               |                                           | Кросненский, Жарский                                  |
| 4            | 6               | Зелёна-Гура                               | Зелёногурский                                         |
| 5            | 6               |                                           | Всховский, Жаганьский, Новосольский                   |

## Результаты выборов

### I созыв (1998-2002)
|  | Партия                           | Количество мандатов |    |
|  | -------------------------------- | ------------------- | -- |
|  | Избирательная Акция Солидарность | 20                  |    |
|  | Союз демократических левых сил   | 16                  |    |
|  | Социальный Альянс                |                     |    |
|  | Союз свободы                     | 2                   | 12 |
|  | Всего                            | 50                  |    |

### II созыв (2002-2006)
|  | Партия                                         | Количество мандатов |
|  | ---------------------------------------------- | ------------------- |
|  | Союз демократических левых сил — Уния труда    | 9                   |
|  | Самооборона Республики Польша                  | 8                   |
|  | Лига польских семей                            | 7                   |
|  | Польская народная партия                       | 7                   |
|  | Гражданская платформа — Право и Справедливость | 2                   |
|  | Всего                                          | 33                  |

### III созыв (2006-2010)
|  | Партия                        | Количество мандатов |
|  | ----------------------------- | ------------------- |
|  | Право и Справедливость        | 11                  |
|  | Польская народная партия      | 8                   |
|  | Гражданская платформа         | 6                   |
|  | Самооборона Республики Польша | 4                   |
|  | Левые и Демократы             | 3                   |
|  | Лига польских семей           | 1                   |
|  | Всего                         | 33                  |

### IV созыв (2010-2014)
|  | Партия                         | Количество мандатов |
|  | ------------------------------ | ------------------- |
|  | Право и Справедливость         | 11                  |
|  | Польская народная партия       | 9                   |
|  | Гражданская платформа          | 9                   |
|  | Союз демократических левых сил | 4                   |
|  | Всего                          | 33                  |

### V созыв (2014-2018)
|  | Партия                   | Количество мандатов |
|  | ------------------------ | ------------------- |
|  | Право и Справедливость   | 13                  |
|  | Польская народная партия | 12                  |
|  | Гражданская платформа    | 7                   |
|  | SLD Левые вместе         | 1                   |
|  | Всего                    | 33                  |

### VI созыв (2018-2023)
|  | Партия                   | Количество мандатов |
|  | ------------------------ | ------------------- |
|  | Право и Справедливость   | 18                  |
|  | Гражданская коалиция     | 7                   |
|  | Польская народная партия | 7                   |
|  | SLD Левые вместе         | 1                   |
|  | Всего                    | 33                  |